# Инес Путри
Ине́с Пу́три Чиптади Ча́ндра (индон. Ines Putri Tjiptadi Chandra; род. 5 сентября 1989, Денпасар) — индонезийская модель и гольфистка, победительница конкурса «Мисс Индонезия 2012». Представляла Индонезию на международном конкурсе красоты «Мисс мира 2012» и вошла в топ-15 финалисток.

## Биография

### Ранние годы и спортивная карьера
Инес Путри родилась 5 сентября 1989 года в Денпасаре и провела детство на острове Бали. 
Инес Путри выступала на соревнованиях по гольфу и в 2004 году выиграла золотую и серебряную медаль на Национальной неделе спорта. В возрасте 15 лет она была самым молодым членом национальной сборной Индонезии по гольфу. 
В 2007 году Инес поступила в Университет Джорджии, где проучилась меньше года, изучая бизнес. Инес Путри решила приостановить своё образование и сосредоточиться на карьере профессиональной гольфистки.

### Карьера модели
28 апреля 2012 года Инес стала победительницей национального конкурса красоты «Мисс Индонезия 2012». Победа в национальном конкурсе позволила ей принять участие на международном конкурсе «Мисс мира 2012», где она вошла в топ-15 финалисток, став второй представительницей Индонезии, которая попала в топ-15.